# Unbitri
L'Unbitri o Unbitrium és el nom temporal d'un element químic hipotètic de la taula periòdica que té el símbol temporal Ubt i el nombre atòmic 123. Els càlculs han mostrat que 326Ubt seria l'isòtop més estable. Aquest element del 8è període de la taula periòdica pertanyeria a la sèrie dels superactínids, i formaria part dels elements del bloc g.

## Nom
El nom unbitri és un nom sistemàtic d'element, que es fa servir com a marcador de posició fins que es confirmi la seva existència per un altre grup de recerca i la IUPAC decideixi el seu nom definitiu. Habitualment, es tria el nom proposat pel descobridor.

## Estabilitat dels núclids d'aquesta grandària
Cap superactínid ha estat mai observat, i s'ignora si l'existència d'un àtom tan pesat és físicament possible.
El model de capes del nucli atòmic preveu l'existència de nombres màgics per tipus de nucleons en raó de l'estratificació dels neutrons i dels protons en nivells d'energia quàntics en el nucli segons postula aquest model, de manera similar al que té lloc amb els electrons al nivell de l'àtom ; un d'aquests núclids màgics és 126, observat per als neutrons però no encara per als protons, mentre que el nombro màgic següent, 184, no ha estat mai observat: s'espera que els nucleíds que tinguin al voltant de 126 protons (unbihexi) i de 184 neutrons siguin sensiblement més estables que els nucleíds veïns, per la qual cosa potser tinguin períodes radioactius de més d'un segon, la qual cosa constituiria una « illa d'estabilitat ».
La dificultat rau en el fet que, per als àtoms superpesants, la determinació dels nombres màgics sembla més delicada que per als àtoms lleugers, de manera que, segons els models, el nombre màgic següent s'hauria de buscar per a valors de Z (nombre atòmic) entre 114 i 126.
L'unbitri forma part dels elements que seria possible produir, amb les tècniques actuals, a l'illa d'estabilitat; l'estabilitat particular d'aquests isòtops seria causa d'un efecte quàntic d'acoblament dels mesons ω, un dels nous mesons anomenats « sense sabor ».